# Westhausen (Württemberg)
Westhausen (Württemberg) este o comună din landul Baden-Württemberg, Germania.
1. ↑   http://www.westhausen.de/de/02_westhausen/02.02_westhausen/in_kuerze.php Lipsește sau este vid: |title= (ajutor)
2. ↑   https://www.schwaebische.de/landkreis/ostalbkreis/aalen_artikel,-markus-knoblauch-wird-b%C3%BCrgermeister-_arid,10772535.html Lipsește sau este vid: |title= (ajutor)
3. ↑   http://www.statistik.baden-wuerttemberg.de/BevoelkGebiet/Bevoelkerung/01515020.tab?R=GS136082 Lipsește sau este vid: |title= (ajutor)